# Союз московских филателистов
Сою́з моско́вских филатели́стов (СМФ) — главная филателистическая организация Москвы, созданная в 2003 году и входящая в Союз филателистов России (СФР). Исторически является правопреемницей ряда объединений филателистов и коллекционеров, существовавших в Москве начиная с 1883 года.

## История

### Московское общество собирателей почтовых знаков
Самой первой филателистической организацией в Москве является Московское общество собирателей почтовых знаков. Оно было основано 28 сентября (10 октября) 1883 года под названием «Московское общество собирателей почтовых марок» и действовало до 1897 год. Возобновило свою работу в 1907 года как Московское общество собирателей почтовых знаков и просуществовало до начала Первой мировой войны.

### Московское общество филателистов и коллекционеров
В 1918 году на базе дореволюционного Московского общества собирателей почтовых знаков было создано Московское общество филателистов и коллекционеров, которое было распущено в 1921 году.

### Московское городское общество коллекционеров
В 1957 году, в период нового возрождения интереса к филателии в СССР, возникло Московское городское общество коллекционеров-филателистов, которое в 1958 году было переименовано в Московское городское общество коллекционеров, а в 1966 году преобразовано в Московское отделение Всесоюзного общества филателистов.

## Современность
После распада СССР и образования в 1992 году Союза филателистов России в столице был создан Союз московских филателистов.
10 октября 2003 года на Московском почтамте проводилось специальное гашение «120 лет Союзу московских филателистов» (№ 187ш-2003), посвящённое юбилею образования Московского общества собирателей почтовых марок. Рисунок для специального почтового штемпеля подготовил художник А. Бжеленко. Гашение было изготовлено фотополимерным способом.
По состоянию на 2004 год, Союз московских филателистов базировался на территории клуба Центрального дома работников искусств и объединял около 200 человек.
Как отмечал в 2004 году Всеволод Притула, член-учредитель Московского городского общества коллекционеров (с 1957), в Москве официально были зарегистрированы три самостоятельные филателистические организации, претендовавшие на право представлять интересы столичных коллекционеров в СФР. Кроме Союза московских филателистов, существовали Московское общество филателистов, включавшее 152 коллекционера, и Клуб Дома культуры имени Горького, который насчитывал почти тысячу филателистов и проводил свои встречи во Дворце спорта в Лужниках.